# Gary Moore
Robert William Gary Moore (4 tháng 4 năm 1952 – 6 tháng 2 năm 2011) là một nhạc công và nhạc sĩ người Bắc Ireland. Trong suốt sự nghiệp âm nhạc, ông chơi trong nhiều nhóm nhạc và biểu diễn đa dạng thể loại như blues, hard rock, heavy metal và jazz fusion.
Chịu ảnh hưởng từ Peter Green và Eric Clapton, Moore bắt đầu sự nghiệp vào cuối thập niên 1960 khi ông gia nhập nhóm Skid Row và cùng họ phát hành hai album. Sau khi rời nhóm Moore đầu quân cho Thin Lizzy, tái hợp cùng đồng đội cũ ở Skid Row và đồng nghiệp thường xuyên cộng tác Phil Lynott. Moore bắt đầu sự nghiệp solo vào thập niên 1970 và gặt hái thành công lớn với bài "Parisienne Walkways" (1978) – được xem là bài hát trứ danh của ông. Trong thập kỷ 1980, Moore chuyển sang chơi thể loại hard rock và heavy metal, đạt được những thành công nhất định trên thị trường quốc tế. Năm 1990, ông trở về gốc rễ âm nhạc của mình với Still Got the Blues – album thành công nhất sự nghiệp của ông. Moore tiếp tục ra nhạc mới trong suốt giai đoạn cuối sự nghiệp, thỉnh thoảng hợp tác với các nghệ sĩ khác. Moore từ trần vào ngày 6 tháng 2 năm 2011 vì bị trụy tim trong lúc đi nghỉ lễ ở Tây Ban Nha.
Moore thường được xem là một virtuoso (bậc thầy) và được xem là nguồn ảnh hưởng tới nhiều nghệ sĩ guitar. Ông được bầu chọn là một trong những tay guitar xuất sắc nhất mọi thời đại lần lượt bởi Total Guitar và Louder. Ca sĩ kiêm sáng tác nhạc người Ireland Bob Geldof phát biểu rằng "không nghi ngờ gì nữa, [Moore] là một trong những nghệ sĩ blues vĩ đại của Ireland". Trong phần lớn sự nghiệp, Moore gắn bó chặt với cây guitar Gibson Les Paul 1959 mà Peter Green sử dụng. Sau đó ông được hai hãng chế tác đàn Gibson và Fender tôn vinh với nhiều mẫu đàn guitar mang thương hiệu ông.

## Thân thế
Robert William Gary Moore chào đời tại Belfast vào ngày 4 tháng 4 năm 1952, là con trai của bà nội trợ Winnie và ông Robert Moore – một nhà quảng bá âm nhạc điều hành phòng khiêu vũ Queen's Hall ở Hollywood. Ông lớn lên gần điền trang Stormont của Belfast cùng 4 anh chị em. Ông ghi ơn cha mình vì đưa ông bắt đầu đến với âm nhạc. Năm Moore 6 tuổi, cha ông mời con trai mình lên sân khấu hát bài "Sugartime" với một ban nhạc chuyên cover tại sự kiện mà ông tổ chức, sự kiện ấy lần đầu khơi dậy niềm yêu thích âm nhạc trong con người Moore. Người cha mua cho Moore cây guitar đầu tiên là chiếc acoustic cũ của hãng Framus, khi Moore mới 10 tuổi. Dẫu là người thuận tay trái, ông lại học chơi nhạc cụ bằng tay phải. Không lâu sau, ông lập nên ban nhạc đầu tiên của mình với cái tên The Beat Boys, nhóm chủ yếu thể hiện các ca khúc của Beatles. Sau đó ông đầu quân cho nhóm  Platform Three and The Method cùng nhiều nhóm nhạc khác. Trong khoảng thời gian này, ông kết bạn với nghệ sĩ guitar Rory Gallagher, người thường biểu diễn cùng nơi với ông. Ông rời Belfast để tới Dublin vào năm 1968 ngay khi nổ ra cuộc xung đột vũ trang ở Bắc Ireland. Một năm sau, cha mẹ ông ly thân.

## Sự nghiệp

### Skid Row
Sau khi tới Dublin, Moore gia nhập ban nhạc blues rock Skid Row của Ireland. Lúc bấy giờ, nhóm được dẫn dắt bởi giọng ca chính Phil Lynott. Phil và Moore sớm kết thân, họ còn sống cùng chung cư ở Ballsbridge. Tuy nhiên, sau khi vắng mặt vì dưỡng bệnh, Lynott bị tay bass của ban nhạc là Brush Shiels đề nghị rời Skid Row và Brush sẽ gánh vác nhiệm vụ hát chính. Năm 1970, Skid Row ký hợp đồng thu âm với CBS, và phát hành album đầu tay Skid; album đã giành vị trí số 30 trên UK Albums Chart. Sau album 34 Hours vào năm 1971 và các chuyến lưu diễn hỗ trợ The Allman Brothers Band, Mountain và nhiều nghệ sĩ khác, Moore quyết định rời ban nhạc. Moore trở nên thất vọng bởi những "hạn chế" của Skid Row, nên quyết định dứt áo ra đi để khởi nghiệp solo. Khi hồi tưởng lại, Moore chia sẻ: "Quãng thời gian gắn bó với Skid Row rất vui nhưng tôi không thực sự có những kỷ niệm đáng lưu giữ về ban, bởi lúc ấy tôi rất rối bời về những gì mình đang làm." Năm 1987, Moore nhận được đề nghị bán bản quyền cái tên "Skid Row" cho ban nhạc heavy metal cùng tên người Mỹ, sau cùng ông gật đầu với cái giá 35.000 đô la Mỹ.

### Thin Lizzy

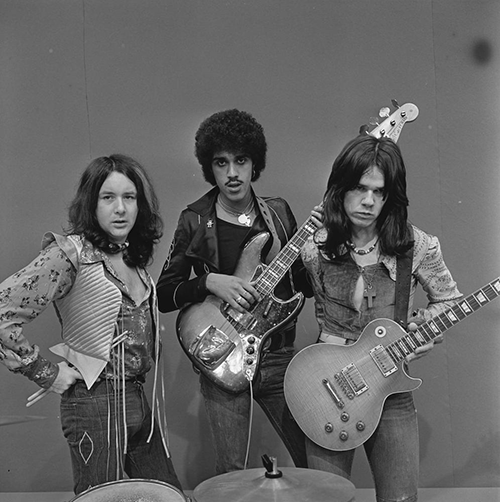
Moore (phải) bên cạnh Thin Lizzy vào đầu năm 1974.

Sau khi rời Skid Row, Phil Lynott lập nhóm nhạc hard rock Thin Lizzy. Sau khi chia tay tay guitart Eric Bell, Moore được mời gia nhập để giúp hoàn thành chuyến lưu diễn đang dở dang của ban nhạc vào đầu năm 1974. Trong thời gian ở cùng nhóm, Moore thu âm 3 bài hát với họ, trong đó có bài "Still in Love with You" mà ông đồng sáng tác. Sau này ca khúc có mặt trong album thứ 4 Nightlife của Thin Lizzy. Rồi Moore rời Thin Lizzy vào tháng 4 năm 1974. Dù rất thích quãng thời gian gắn bó với ban nhạc, Moore lại thấy như thế không tốt cho ông: "Sau ít tháng tôi tìm đến tự tử, uống rượu và phê cần sa."
Năm 1977, Moore tái đầu quân cho Thin Lizzy trong một chuyến lưu diễn ở Mỹ sau khi tay guitar Brian Robertson bị thương ở tay sau một cuộc ẩu đả ở quán bar. Sau khi hoàn tất tour diễn, Lynott mời Moore gia nhập ban nhạc với tư cách thành viên thường trực, song ông đã từ chối. Sau cùng Brian Robertson quay trở lại nhóm rồi chia tay vĩnh viễn vào năm 1978. Một lần nữa Moore trám vị trí của Brian, lần này đủ lâu để thu album Black Rose: A Rock Legend – phát hành vào năm 1979. Đĩa nhạc gặt hái thành công và giành chứng chỉ vàng tại Anh. Tuy nhiên, Moore đột ngột rời Thin Lizzy vào tháng 7 ở giữa một tour diễn khác. Ông trở nên chán ngấy khi ban nhạc càng ngày càng nghiện cần sa nặng, làm ảnh hưởng đến chất lượng biểu diễn của họ. Sau đó Moore chia sẻ ông không hề hối tiếc với quyết định rời ban nhạc, "nhưng có lẽ là tôi đã làm sai cách. Tôi cho là mình có thể hành động theo hướng khác. Thế nhưng tôi đành rời đi thôi." Thin Lizzy sau cùng tan rã vào năm 1983, còn Moore làm khách mời trong chuyến lưu diễn chia tay của ban nhạc. Một số buổi diễn đã được phát hành trong album nhạc sống Life.
Sau khi Lynott qua đời vào tháng 1 năm 1986, Moore biểu diễn cùng các thành viên của Thin Lizzy tại buổi hòa nhạc Self Aid vào tháng 5 năm ấy. Ông đứng chung sân khấu cùng các cựu thành viên của Thin Lizzy một lần nữa vào tháng 8 năm 2005, khi một bức tượng đồng chân dung Lynott được khánh thành ở Dublin. Một bản ghi âm buổi hòa nhạc đã được phát hành với tựa One Night in Dublin: A Tribute to Phil Lynott.

### Sự nghiệp solo
Năm 1973, Moore phát hành album Grinding Stone (tác phẩm được ghi công cho The Gary Moore Band). Với sự kết hợp hỗn tạp của blues, rock và jazz, album đã gây thất vọng về mặt thương mại, còn Moore vẫn chưa chắc về định hướng âm nhạc của mình. Khi còn là thành viên của Thin Lizzy, Moore cho phát hành album solo đầu tiên Back on the Streets vào năm 1978. Nhạc phẩm cho ra đời đĩa đơn hit "Parisienne Walkways" với sự có mặt của Phil Lynott hát chính và đánh bass. Bài hát giành hạng 8 trên UK Singles Chart và được xem là bài hát trứ danh của Moore. Sau khi rời Thin Lizzy vào năm 1979, Moore quay trở lại Los Angeles và ký hợp đồng thu âm mới với hãng đĩa Jet Records ở nơi đây. Ông thu âm album Dirty Fingers, nhưng album bị hoãn ngày ra mắt và bị thay thế bởi album G-Force "thân thiện với phát thanh hơn", ra đời vào năm 1980. Sau cùng Dirty Fingers được phát hành ở Nhật Bản vào năm 1983, kế đến là sản phẩm phát hành quốc tế vào năm sau.

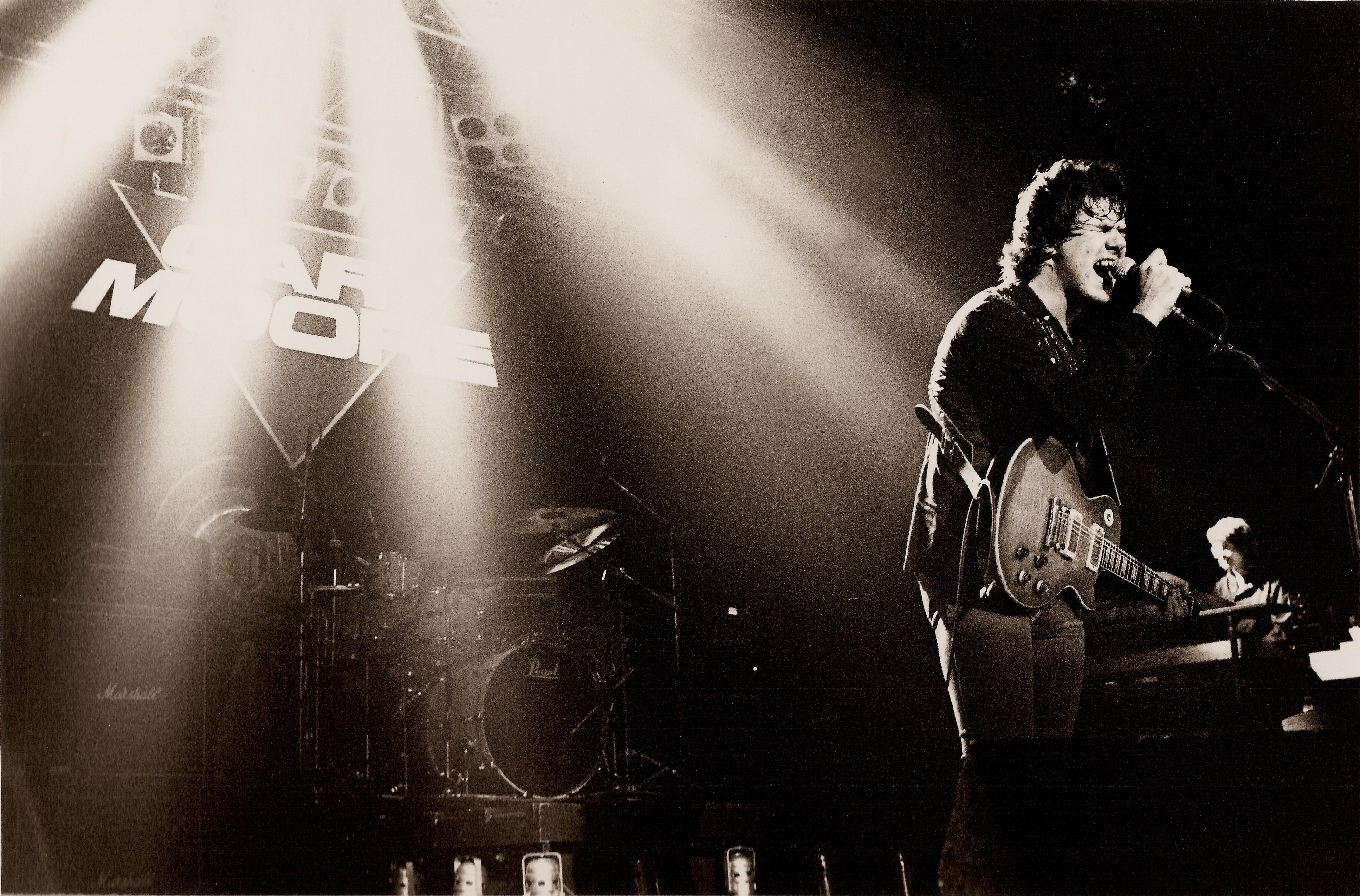
Moore biểu diễn tại Manchester Apollo vào năm 1983.

Sau khi chuyển đến Luân Đôn và ký hợp đồng thu âm mới với Virgin, Moore phát hành album solo thứ hai là Corridors of Power vào năm 1982. Dù không đạt được thành công lớn, đây là album đầu tiên mà Moore hát chính từ đầu chí cuối, cũng như là đĩa solo đầu tiên của ông lọt vào bảng xếp hạng Billboard 200. Về mặt âm nhạc, Corridors of Power sở hữu "nhiều xúc cảm rock hơn", với ảnh hưởng phụ của các ban nhạc AOR, chẳng hạn như Journey và REO Speedwagon. Album còn có sự tham gia của cựu tay trống Deep Purple là Ian Paice, tay bass của Whitesnake là Neil Murray và tay keyboard Tommy Eyre (đồng đội từng chơi cùng trong ban nhạc đệm của Greg Lake). Trong chuyến lưu diễn quảng bá cho Corridors of Power, ca sĩ John Sloman còn được thuê để san sẻ trách nhiệm hát chính với Moore, còn vị trí của Eyre bị thay thế bằng Don Airey. Năm 1983, Moore phát hành album Victims of the Future – tác phẩm đánh dấu lần thay đổi âm nhạc nữa của ông, lần này là sang thể loại hard rock và heavy metal. Album còn chứng kiến sự kết nạp của tay keyboard Neil Carter (anh sẽ tiếp tục thúc đẩy Moore theo định hướng âm nhạc mới này). Trong chuyến lưu diễn phụ, họ kết nạp thêm cựu tay bass của Rainbow là Craig Gruber và tay trống Bobby Chouinard, rồi sau các vị trí trên lần lượt bị thay thế bởi Bob Daisley (tay bass của Ozzy Osbourne) và Paul Thompson (cựu tay trống của Roxy Music).
Năm 1985, Moore phát hành album solo thứ 5 mang tên Run for Cover, với sự góp giọng khách mời của Phil Lynott và Glenn Hughes. Moore và Lynott đã thể hiện bài hit "Out in the Fields"; ca khúc vươn tới top 5 ở cả Ireland và Liên hiệp Anh. Tiếp đà thành công, Run for Cover giành được các chứng chỉ vàng ở Thụy Điển, cũng như đĩa bạc ở Anh. Trong tour diễn hỗ trợ quảng bá album, vị trí của Paul Thompson bị thay thế bởi tay trống Gary Ferguson. Glenn Hughes được cho là sẽ vào ban nhạc để chơi bass, nhưng do các vấn đề lạm dụng chất gây nghiện, anh lại bị thay thế bởi Bob Daisley. Sau cái chết của Phil Lynott, Moore dành tặng album solo thứ 6 là Wild Frontier (1987) để tri ân người bạn quá cố. Với sự pha trộn của nhạc dân gian Celtic, blues và rock, album lại là một tác phẩm thành công nữa khi giành chứng chỉ bạch kim ở Thụy Điển, đĩa vàng ở Phần Lan và Na Uy, cũng như đĩa bạc ở Anh. Album còn cho ra đời bài hit "Over the Hills and Far Away" có mặt trong bảng xếp hạng của 9 nước. Trong chuyến lưu diễn quảng bá album, cựu tay trống của Black Sabbath là Eric Singer đã nhập hội ban nhạc đệm của Moore. Sản phẩm tiếp nối Wild Frontier là album After the War (1989) với sự tham gia của tay trống Cozy Powell. Tuy nhiên anh lại bị thay thế bởi Chris Slade trong chuyến lưu diễn quảng bá. Trong lúc After the War gặt hái đĩa vàng ở Đức và Thụy Điển, cũng như đĩa bạc ở Anh, Moore dần chán nản với nhạc của chính mình. Moore nói với Eric Bell (cựu tay guitar của Thin Lizzy) rằng sau khi nghe lại một số album của mình, ông nghĩ chúng là "đống rác rưởi lớn nhất" mà ông từng nghe. Theo lời của Moore thì ông đã đánh mất "lòng tự tôn âm nhạc của mình".
Năm 1990, Moore phát hành album Still Got the Blues, chứng kiến ông trở lại với gốc rễ nhạc blues của mình và hợp tác với những nghệ sĩ như Albert King, Albert Collins và George Harrison. Ý tưởng cho bản nhạc đến trong chuyến lưu diễn quảng bá cho After the War – Moore thường chơi blues một mình trong phòng thay đồ thì một đêm nọ, Bob Daisley đến gợi ý đùa rằng ông nên làm một album toàn nhạc blues. Sự thay đổi trong phong cách âm nhạc này còn được tô điểm bởi thay đổi trong lốt quần áo của Moore. Giờ đây ông diện một bộ com-lê màu xanh dương lịch sự trong các MV và buổi diễn nhạc sống thay vì "ăn vận trang điểm như mấy anh trong nhóm Def Leppard". Đây là quyết định có chủ đích của Moore nhằm thu hút những thính giả mới và đem đến cho khán giả cũ của ông "thứ hoàn toàn mới mẻ này". Cuối cùng, Still Got the Blues vươn lên thành album thành công nhất sự nghiệp của Moore, tiêu thụ hơn 3 triệu bản toàn thế giới. Bài tiêu đề của album còn trở thành đĩa đơn duy nhất trong sự nghiệp solo của Moore lọt vào bảng Billboard Hot 100, tại đây bài đạt vị trí số 97 vào tháng 2 năm 1991. Trong chuyến lưu diễn quảng bá album, Moore tập hợp một ban nhạc đệm mới và đặt tên là The Midnight Blues Band, với sự góp mặt của Andy Pyle, Graham Walker, Don Airey, cũng như một đội chơi kèn.
Nhạc phẩm tiếp nối Still Got the Blues là After Hours; album đã giành đĩa bạch kim ở Thụy Điển và đĩa vàng ở Liên hiệp Anh. Đĩa nhạc còn trở thành album đạt thứ hạng cao nhất của Moore tại Anh với vị trí cao nhất là hạng 4. Năm 1995, Moore phát hành Blues for Greeny, một album tri ân cho người bạn và người thầy Peter Green. Sau khi thử nghiệm nhạc điện tử trong Dark Days in Paradise (1997) và A Different Beat (1999), Moore một lần nữa trở về với gốc rễ nhạc blues với đĩa Back to the Blues (2001). Các đĩa nhạc kế tiếp gồm có Power of the Blues (2004), Old New Ballads Blues (2006), Close as You Get (2007) và cuối cùng là Bad for You Baby (2008). Trước khi qua đời, Moore đang làm một album mới chứa chất liệu Celtic rock nhưng chưa hoàn thành. Một vài ca khúc sau này xuất hiện trong album nhạc sống Live at Montreux 2010. Các bản nhạc chưa ra mắt nữa của Moore đã được phát hành trong album How Blue Can You Get vào năm 2021.

### Hoạt động khác
Năm 1975, Moore gia nhập nhóm nhạc progressive jazz fusion Colosseum II được thành lập sau khi ban nhạc cũ Colosseum của thủ lĩnh Jon Hiseman giải tán. Moore thu âm 3 album cùng nhóm nhạc, trước khi rời đi để đầu quân cho Thin Lizzy vào năm 1978. Trong lúc sống ở Los Angeles vào năm 1979, Moore lập nên ban nhạc G-Force cùng Glenn Hughes và Mark Nauseef. Tuy nhiên Hughes sớm bị thế chỗ bởi Willie Dee và Tony Newton do dính dáng đến vấn đề say xỉn. Cùng lúc ấy, Moore nhận được lời mời tham gia ban nhạc của Ozzy Osbourne. Dẫu Moore đã từ chối, song G-Force lại giúp Osbourne đi tuyển các nhạc công khác cho ban nhạc của Ozzy. Sau đấy G-Force phát hành album đầu tay trùng tên vào năm 1980, và đi lưu diễn mở màn cho Whitesnake. Tuy nhiên trước khi hết năm thì ban nhạc lại tan rã. Rồi Moore được kết nạp vào vị trí chơi guitar trong ban nhạc solo của Greg Lake. Họ cùng nhau thu âm hai album phòng thu là Greg Lake (1981) và Manoeuvres (1983), cũng như album nhạc sống King Biscuit Flower Hour Presents Greg Lake in Concert, được phát hành vào năm 1995. Năm 1982, Moore được cân nhắc cho vị trí tay guitar của Whitesnake, song giọng ca chính David Coverdale lại lựa chọn không kết nạp Moore bởi ban nhạc đang làm thủ tục cắt đứt quan hệ với quản lý của nhóm. Năm 1987, Moore hợp tác làm đĩa đơn từ thiện "Let It Be" của Anh cùng một số nghệ sĩ, được phát hành dưới cái tên Ferry Aid.
Từ năm 1993 đến 1994, Moore là thành viên của nhóm nhạc 3 người BBM ("Baker Bruce Moore") hoạt động ngắn ngủi với sự tham gia của Jack Bruce và Ginger Baker (đều là những cựu thành viên của Cream). Sau chỉ một album và một chuyến lưu diễn châu Âu, nhóm đã giải tán. Dự án bị đổ bể bởi những xung đột tính cách giữa các thành viên cũng như "vấn đề tai" mà Moore mắc phải trong tour diễn. Sau này Moore kể về vụ ban nhạc tan rã: "Có nhiều thứ làm cho ban nhạc khó có khả năng gắn bó lâu dài. Tôi nghĩ về mặt quản lý, Jack [Bruce] đã quen có ban nhạc của riêng anh, tôi thì quen có ban nhạc riêng của mình và vì thế thật khó khăn." Năm 2002, Moore hợp tác với Cass Lewis (cựu tay bass của Skunk Anansie) và tay trống Darrin Mooney của Primal Scream trong album Scars (phát hành năm 2005). Moore còn thể hiện trong đĩa đơn từ thiện "Grief Never Grows Old" của One World Project, được phát hành vào năm 2005.
Xuyên suốt sự nghiệp, Moore đã đứng chung sân khấu cùng nhiều nghệ sĩ khác như George Harrison, Dr. Strangely Strange, Andrew Lloyd Webber, Rod Argent, Gary Boyle, B.B. King, The Traveling Wilburys và The Beach Boys.

## Đời tư
Giữa thập niên 1970, Moore dính vào một vụ ẩu đả ở quán bar, để lại một vết sẹo trên mặt ông. Theo Eric Bell kể lại, Moore đang đi cùng bạn gái ở Dingwalls thì gặp hai người đàn ông "bắt đầu xì xào về bạn gái của Gary [...] về những gì họ muốn làm với cô". Sau khi Moore phản ứng lại hai người họ, một trong hai người đàn ông đã đập chiếc chai trong bar và cào vào mặt ông. Vụ việc đã tác động sâu sắc đến ông. Bell kể: "Nó đã thay đổi anh ấy. Rất nhiều sự giận dữ và cảm xúc bị dồn nén sẽ bộc phát trong lối chơi nhạc của anh. Nó còn bộc phát theo những cách khác nữa. Anh ấy phải rất khó khăn mới trở lại từ sau vụ việc ấy." Trong thập niên 1980, ông giấu vết sẹo của mình trong những bức ảnh và video bằng cách nhìn xuống hoặc đứng cách xa khung hình.
Moore kết hôn với người vợ đầu Kerry từ năm 1985 đến 1993. Họ có với nhau hai cậu con trai là Jack (người cũng theo nghiệp nhạc sĩ) và Gus, trước khi ly hôn. Sau đó Moore có một con gái tên Lily (người cũng chọn âm nhạc để bắt đầu sự nghiệp), cô bé chào đời từ mối tình của ông với Jo Rendle. Moore còn có một cô con gái tên Saoirse từ một mối tình khác nữa. Ở thời điểm ông qua đời, Moore cũng đang yêu một người.

## Qua đời

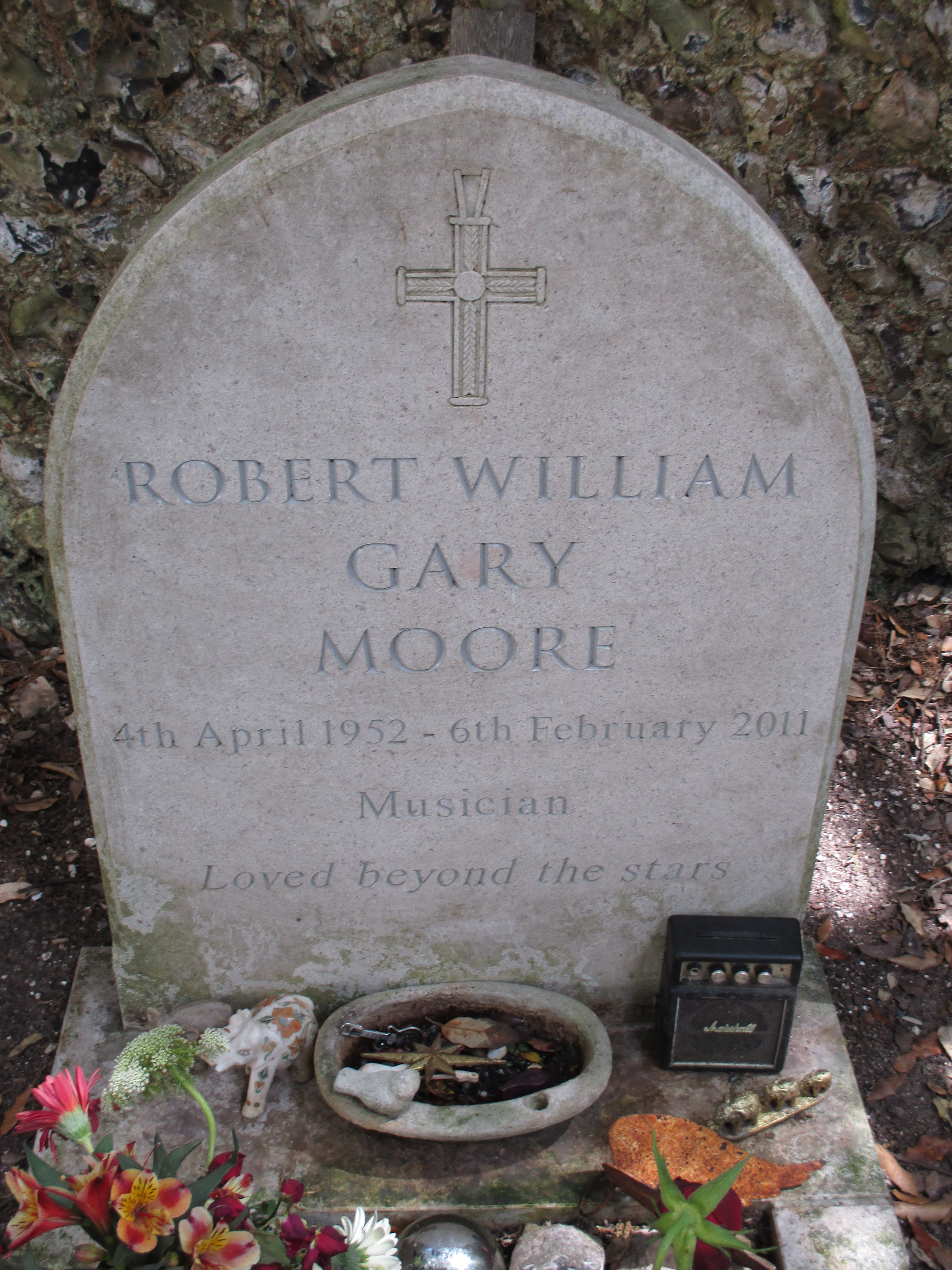
Bia mộ của Moore.

Vào rạng sáng ngày 6 tháng 2 năm 2011, Moore qua đời vì bị đau tim khi đang ngủ, hưởng dương 58 tuổi. Lúc đó, ông đang đi nghỉ lễ cùng bạn gái của mình tại Khách sạn Kempinski ở Estepona. Cái chết của ông được người quản lý của Thin Lizzy là Adam Parsons xác nhận. The Daily Telegraph đưa tin rằng nguyên nhân gây nên cơn trụy tim của Moore là do nồng độ cồn cao trong cơ thể ông: 380 mg cồn trong 100 ml máu. Theo nhà báo âm nhạc Mick Wall, Moore đã mắc chứng nghiện rượu nặng trong những năm cuối đời.
Moore được chôn cất tại nghĩa trang tư nhân ở Nhà thờ St Margaret, Rottingdean, trên bờ biển miền nam nước Anh, chỉ có gia đình và bạn bè thân thiết tới tham dự đám tang. Cậu con trai út Jack và người chú Cliff đã thể hiện bản ballad "Danny Boy" của Ireland tại đám tang của ông. Tờ The Belfast Telegraph miêu tả màn biểu diễn ấy là "một sự tri ân hoàn hảo, khi mà một số người đưa tang trong nhà thờ đã bật khóc".

## Phong cách và ảnh hưởng
Moore nổi danh nhờ sở hữu một sự nghiệp đa dạng, biểu diễn các thể loại hard rock, heavy metal và jazz fusion. Đôi khi ông bị cáo buộc theo đuổi những xu hướng, nhưng Moore lên tiếng phủ nhận, cho biết lúc ấy ông chỉ luôn làm những gì mà mình thích. Sau Still Got the Blues, Moore tự tách mình khỏi hình ảnh hard rock ở thập niên 1980. Dù nhìn chung là vẫn thích nhạc rock, ông không còn tự nhận mình là một nghệ sĩ guitar rock nữa: "Thành thực mà nói, tôi không phải người như thế nữa. Nếu tôi nghe mấy thứ nhạc ấy, tôi sẽ phản ứng, 'Chết tiệt. Mình thực sự đã chơi nhạc thế ư?' Thứ nhạc [rock] ấy nghe quá xa lạ với tôi theo cách nào đấy. – Nó chỉ không phải cách mà tôi muốn chơi." Nhiều ca khúc của Moore mang tính tự truyện hoặc nói về những chủ đề quan trọng với ông.

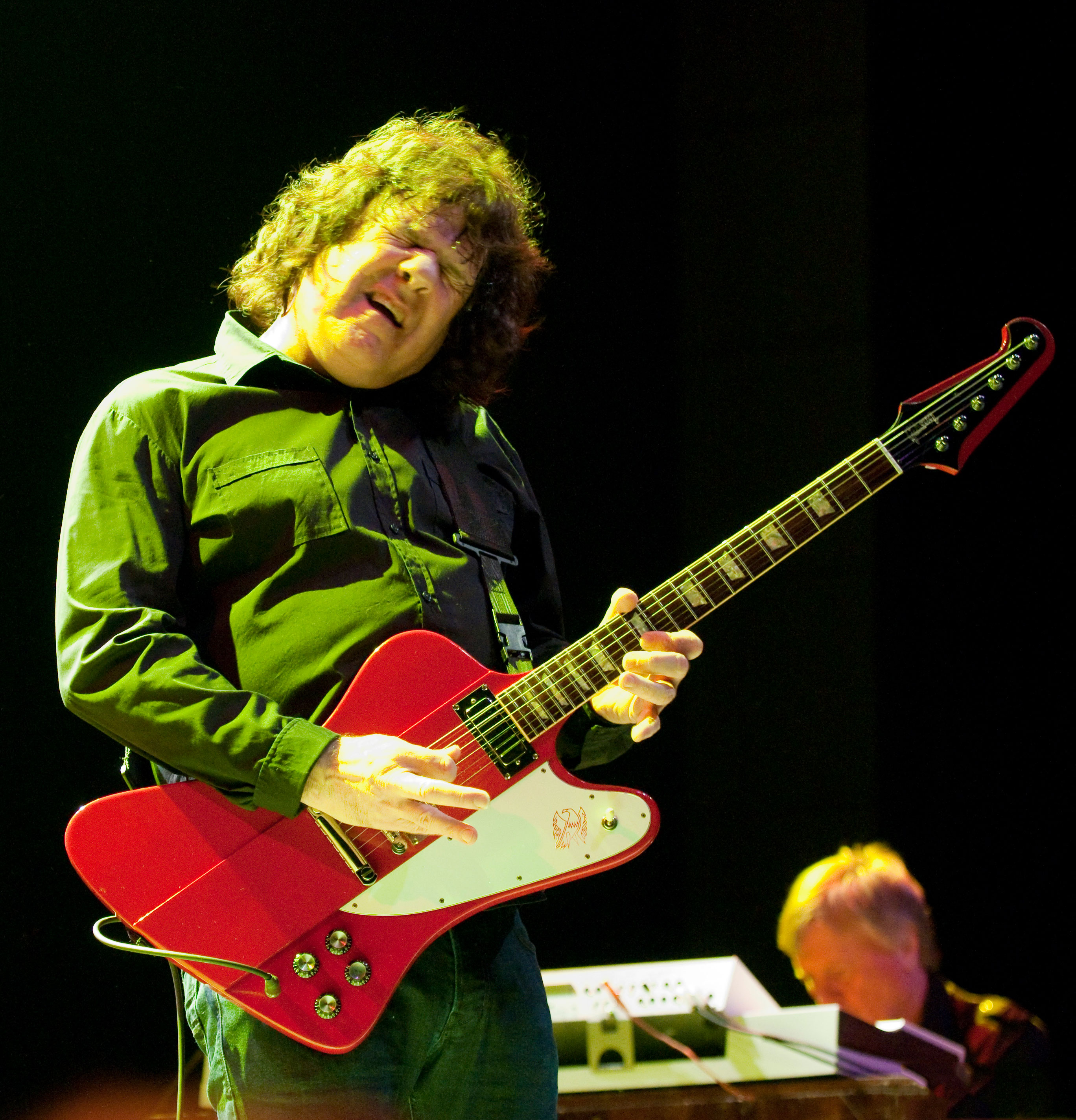
Moore nổi tiếng nhờ những biểu cảm đau đớn trong những buổi trình diễn nhạc sống.

Một trong những nguồn cảm hứng lớn nhất của Moore là nghệ sĩ guitar Peter Green. Lần đầu Moore nghe Green chơi nhạc là ở một buổi diễn với nhóm John Mayall & the Bluesbreakers, ông kể: "Quả là một trải nghiệm đáng kinh ngạc khi nghe một nghệ sĩ guitar dạo bước trên sân khấu và cắm dây điện vào âm ly (thứ mà tôi từng cho là một đống rác rưởi) và tạo ra thứ âm thanh tuyệt hảo này. Anh ấy thật quá đỗi phi thường, mọi thứ về anh cực kỳ duyên." Cuối cùng Moore gặp gỡ Green vào tháng 1 năm 1970 khi Skid Row đi lưu diễn cùng ban nhạc Fleetwood Mac của Green. Hai người kết bạn và sau đấy Green bán lại cây guitar Gibson Les Paul 1959 của mình cho Moore. Một nguồn cảm hứng lớn nữa của Moore là Eric Clapton, ông lần đầu nghe nhạc của Clapton trong album Blues Breakers with Eric Clapton của John Mayall & The Bluesbreakers. Sau này Moore miêu tả đấy là trải nghiệm làm thay đổi đời mình: "Chỉ trong 2 giây nghe bài mở đầu, tôi đã bị choáng ngợp. Tự tiếng guitar nó đã quá đỗi khác biệt. Bạn có thể nghe thấy chất blues trong bản nhạc, nhưng trước ấy tất cả tiếng guitar mà bạn nghe trong nhạc rock, pop đều rất tầm thường và nhàm chán. Cứ nghe Beatles và The Shadows giai đoạn đầu là hiểu ý tôi nói. Họ tuyệt đấy, song Eric Clapton siêu việt hơn hẳn." Một số nguồn ảnh hưởng đầu tiên khác lên Moore gồm có Jeff Beck, George Harrison, Jimi Hendrix, Hank Marvin, John Mayall, và Mick Taylor. Ông còn nhắc đến Albert King và B.B. King là những người ảnh hưởng đến mình.
Nhiều ấn phẩm đã miêu tả Moore là một virtuoso (cao nhân). Don Airey miêu tả nam nghệ sĩ là một thiên tài, còn tay guitar Bernie Marsden nhận xét rằng "Gary có thể chơi bất kì phong cách nào theo đúng nghĩa đen". Moore nổi danh nhờ độ nhạy bén về giai điệu, cũng như kỹ thuật rung dây kích động của mình. Trong thập niên 1980, ông thường sử dụng những âm giai trưởng hoặc âm giai thứ tự nhiên. Ở nửa sau sự nghiệp, lối chơi đàn của Moore trở nên đặc trưng bởi sử dụng các âm giai ngũ cung và blues. Trong những đoạn nhạc ngắn giàu giai điệu, Moore thường sử dụng pickup cần đàn guitar, trong khi pickup gắn ở ngựa đàn dùng để tạo nên một thứ âm thanh kích động hơn. Nói về lối chơi nhạc của mình, Moore cho biết lời khuyên tốt nhất mà ông từng nhận được đến từ Albert King, người đã chỉ dạy ông giá trị của việc bỏ khoảng cách giữa các nốt nhạc. Moore chia sẻ: "Khi bạn tập thói quan bỏ khoảng cách [nốt], bạn sẽ trở thành người chơi đàn tốt hơn nhiều. Nếu bạn có một phong cách ý nghĩa và thể hiện cảm xúc của mình thông qua cây guitar, và bạn có một tiếng đàn tuyệt hay, thế sẽ làm khán giả căng thẳng rất nhiều. Tất cả là do cảm nhận mà thôi. Nếu bạn có cảm nhận với blues, đó là một phần quan trọng. Nhưng bạn phải bỏ khoảng cách." Moore còn nổi bật nhờ thể hiện những biểu cảm đau đớn trong lúc trình diễn, ông cho biết đấy không phải là hành động có nhận thức. Khi được hỏi, ông đáp: "Khi tôi chơi nhạc, tôi hoàn toàn bị chìm đắm và thậm chỉ chẳng nhận thức mặt mình ra sao — tôi chỉ chơi thôi."
Moore thường bị miêu tả là "cục cằn" và nổi tiếng là khó làm việc cùng. Brian Downey miêu tả Moore đôi khi thật "gàn dở", còn Eric Bell kể lại một sự cố cụ thể sau một buổi hòa nhạc ở Dublin: "Tôi đi gặp anh ấy trong phòng thay đồ sau khi tan cuộc. — Tôi ngồi xuống kế bên anh và nói, 'Buổi diễn quá sức tuyệt vời đấy, Gary.' Anh ấy nhìn vào tôi. 'Cái gì? Đồ chết tiệt! Tôi chưa bao giờ chơi tệ đến thế trong cả cuộc đời mình!' Tôi nhìn thấy cái bản tính đó của anh ta khá nhiều rồi." Downey tiếp tục nhắc lại vụ việc khi nói rằng nếu một show không hoàn hảo thì Moore sẽ bị dằn vặt. Đôi lúc Moore thừa nhận mình nổi tiếng là khó làm việc cùng, và ông cho rằng nguyên nhân là do bản tính cầu toàn của mình, ép người khác tuân theo những tiêu chuẩn mà ông tự đặt ra. Sau này Don Airey kể rằng tính cầu toàn của Moore thường làm chính ông tổn thương.

## Di sản
—Gary Moore khi được hỏi rằng ông thích được nhớ tới như thế nào.
Sau cái chết của Moore, nhiều đồng nghiệp đã bày tỏ sự tri ân ông, chẳng hạn như hai đồng đội cũ của ông ở Thin Lizzy là Brian Downey, và Scott Gorham, cũng như Bryan Adams, Bob Geldof, Kirk Hammett, Tony Iommi, Alex Lifeson, Brian May, Ozzy Osbourne, Paul Rodgers, Henry Rollins, Roger Taylor, Butch Walker, và Mikael Åkerfeldt, cùng nhiều người khác. Thin Lizzy còn dành phần còn lại của chuyến lưu diễn đang dở dang để tri ân Moore. Eric Clapton đã thể hiện bài "Still Got the Blues" trong buổi hòa nhạc tri ân Moore, và bài hát sau này đã được cho vào album Old Sock (2013) của Clapton. Ngày 12 tháng 3 năm 2011, một đêm nhạc tri ân Moore đã được tổ chức tại Duff's Brooklyn ở thành phố New York. Ngày 18 tháng 4 năm 2011, một số các nhạc sĩ, trong đó có Eric Bell và Brian Downey đã tề tựu tại một buổi hòa nhạc tri ân cố nhạc sĩ tại Whelan's ở Dublin.
Năm 2012, một buổi triển lãm kỷ niệm cuộc đời và các tác phẩm của Moore đã được tổ chức tại Trung tâm Âm nhạc Oh Yeah ở Belfast. Nhằm kỷ niệm sinh nhật tuổi 65 của người cha quá cố, Jack Moore cùng nghệ sĩ guitar Danny Young đã phát hành ca khúc tri ân "Phoenix" vào năm 2017. Cùng năm đó, nghệ sĩ guitar Henrik Freischlader cũng cho phát hành một album tri ân Moore, có nhan đề Blues for Gary. Năm 2018, Bob Daisley phát hành album Moore Blues for Gary – A Tribute to Gary Moore, với sự góp mặt của những nghệ sĩ như Glenn Hughes, Steve Lukather, Steve Morse, Joe Lynn Turner, Ricky Warwick và nhiều người khác. Ngày 12 tháng 4 năm 2019, một buổi hòa nhạc tri ân Moore được tổ chức tại Đại sảnh âm nhạc Belfast Empire nhằm gây quỹ dựng tượng tưởng niệm ông. Ngày 28 tháng 8 năm 2020, Über Röck thông báo kế hoạch tổ chức một buổi hòa nhạc tại Belfast vào ngày 6 tháng 2 năm 2021 nhằm đánh dấu kỷ niệm 10 năm ngày Moore mất.
Moore được xem là người ảnh hưởng tới nhiều nghệ sĩ guitar nổi tiếng như Doug Aldrich, Joe Bonamassa, Vivian Campbell, Paul Gilbert, Kirk Hammett, John Sykes, và Zakk Wylde. Năm 2018, Moore được bầu chọn ở vị trí số 15 trong danh sách "50 tay guitar xuất sắc nhất mọi thời đại" của tạp chí Louder. Năm 2020, ông có tên trong danh sách "100 tay guitar xuất sắc nhất mọi thời đại" của Total Guitar. Ấn phẩm Classic Rock cũng điền tên ông vào danh sách "100 anh hùng guitar giàu ảnh hưởng nhất" (2021).

## Nhạc cụ

### Guitar

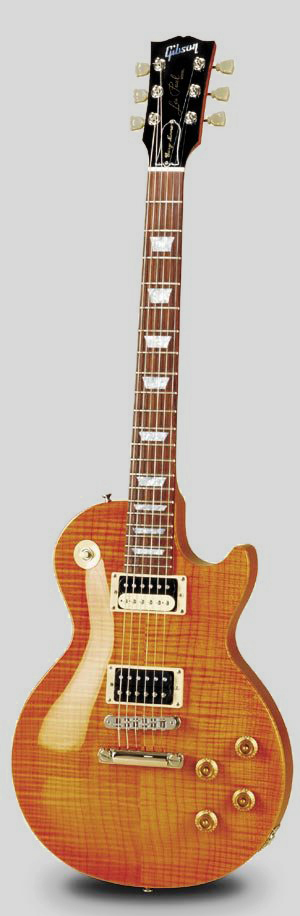
Cây đàn Gibson Gary Moore Signature Les Paul

Cây đàn guitar gắn bó nhất với Moore là cây đàn 1959 Gibson Les Paul do người bạn Peter Green bán cho với giá khoảng 100 bảng Anh. Cây guitar có biệt danh "Greeny" nổi bật với âm sắc khác thường bởi chiếc pickup cần đàn xoay ngược. Moore sử dụng cây đàn trong phần lớn sự nghiệp (nổi bật nhất là "Parisienne Walkways"), đến năm 2006 thì ông bán cây đàn với giá dao động từ 750.000 và 1,2 triệu đô la Mỹ. Cây đàn được Kirk Hammett (nghệ sĩ guitar của Metallica) mua lại vào năm 2014 với giá được cho là "chưa tới 2 triệu đô la Mỹ". Trong Still Got the Blues, Moore sử dụng một cây đàn Gibson Les Paul 1959 nữa mà ông mua được vào năm 1989. Cây đàn đặc biệt được giữ lại trong khối tài sản thừa kế của Moore sau khi ông mất. Vào giai đoạn 2000–2001, Gibson trình làng một mẫu đàn Gary Moore Signature Les Paul Standard với lớp vỏ ngoài màu chanh nhạt và chiếc pickup cần đàn xoay ngược. Sau đó Gibson cho ra mắt mẫu đàn Gary Moore Signature BFG Les Paul, có trang bị một pickup P-90 ở vị trí gần cần đàn. Năm 2013, Gibson thông báo cho ra đời một sản phẩm Gary Moore Signature Les Paul mới nữa, phỏng theo cây "Greeny".
Trong Corridors of Power và Victims of the Future, Moore sử dụng một cây đàn Fiesta Red Fender Stratocaster 1961 (trước đây từng thuộc quyền sở hữu của Tommy Steele). Năm 2017, công ty Fender Custom Shop phát hành một bản sao của cây đàn với số lượng hạn chế. Trong thập niên 1980, Moore còn chơi các cây guitar Hamer và PRS, cũng như thiết bị tremolo Floyd Rose có trang bị Charvel và những pickup của EMG. Những cây guitar khác nữa mà Moore dùng trong suốt sự nghiệp gồm có mẫu Gibson ES-335 1964 và một mẫu Fender Telecaster 1968, cùng nhiều mẫu đàn khác nữa. Sau khi mất, số lượng cây guitar của Moore đã bị đem bán đấu giá. Trong số này có mẫu đàn 1963 Fender Stratocaster do Claude Nobs trao cho, một cây Fritz Brothers Roy Buchanan Bluesmaster, một cây Gibson Les Paul Standard VOS Collector's Choice No. 1 Artist's Proof No. 3 2011 (phỏng theo cây đàn "Greeny") và một cây Gibson Firebird 1964. Khi mới bắt đầu chơi guitar, Moore sử dụng loại dây có kích cỡ .009-.046, rồi chuyển sang mức .010-.052. và sau đấy là mức .009-.048.

### Nhạc cụ khác
Moore sử dụng các âm ly Marshall trong phần lớn sự nghiệp. Ôn còn sử dụng những âm ly khác theo thời gian như Dean Markley, Gallien-Krueger và Fender. Một vài chân đạp hiệu ứng mà Moore dùng trong thập niên 1980 gồm có Boss DS-1, Ibanez ST-9 Super Tube Screamer, một chiếc Roland Space Echo, một chiếc Roland SDE 3000 Digital Delay và một chiếc Roland Dimension D. Sau này ông sử dụng nhiều hiệu ứng của T-Rex, cũng như một chiếc Ibanez TS-10 Tube Screamer Classic và một chiếc Marshall Guv'nor (mà nổi bật nhất được dùng trong "Still Got the Blues"). Trong phòng thu, Moore sử dụng thiết bị Alesis Midiverb II kể từ cuối thập niên 1980.

## Danh sách đĩa nhạc

### Album solo
- Back on the Streets (1978)
- Corridors of Power (1982)
- Dirty Fingers (1983)
- Victims of the Future (1983)
- Run for Cover (1985)
- Wild Frontier (1987)
- After the War (1989)
- Still Got the Blues (1990)
- After Hours (1992)
- Blues for Greeny (1995)
- Dark Days in Paradise (1997)
- A Different Beat (1999)
- Back to the Blues (2001)
- Power of the Blues (2004)
- Old New Ballads Blues (2006)
- Close as You Get (2007)
- Bad for You Baby (2008)
- How Blue Can You Get (2021)